# سارا هكتور
سارا هكتور (بالسويدية: Sara Hector)‏ هي متزحلقة سويدية، ولدت في 4 سبتمبر 1992 في ساندفيكن في السويد.

## وصلات خارجية
- الموقع الرسمي
- سارا هكتور على موقع الاتحاد الدولي للتزلج (التزلج على المنحدرات الثلجية) (الإنجليزية)
- سارا هكتور على موقع اللجنة الأولمبية الدولية (الإنجليزية)
- سارا هكتور على موقع أوليمبيديا (الإنجليزية)
- سارا هكتور على موقع اللجنة الأولمبية السويدية (السويدية)